# HD 147018
HD 147018 — звезда, которая находится в созвездии Южный Треугольник на расстоянии около 139 световых лет от нас. Вокруг звезды обращается, как минимум, две планеты.

## Характеристики
HD 147018 относится к классу жёлтых карликов — к тому же, к которому принадлежит и наше Солнце. Её масса равна 0,92 массы Солнца, температура поверхности составляет 5441 градусов по Кельвину. Возраст звезды оценивается в 6—10 миллиардов лет.

## Планетная система
В августе 2009 года группой астрономов было объявлено об открытии двух планет в данной системе — HD 147018 b и HD 147018 c. Обе планеты превышают по массе Юпитер: планета b в 2,12 раза, а планета c — в 6 с половиной раз. Обращаются они достаточно близко к родительской звезде. HD 147018 b относится к классу так называемых горячих юпитеров, среднее расстояние между ней и звездой равно 0,2 а. е.; её орбитальный период составляет 44 суток. Планета c обращается на расстоянии 1,9 а. е. от звезды и совершает полный оборот за 1008 суток.